# Govert Dirckszoon Camphuysen
Govert Dirckszoon Camphuysen, född 1623 eller 1624 i Dokkum, död 1672 i Amsterdam, var en nederländsk målare. Han var son till Dirck Raphaelszoon Camphuysen och kusin till Rafaël Govertszoon Camphuysen. 
Camphuysen var verksam som porträttmålare i Amsterdam från 1643. Han vistades i Sverige från 1654 till omkring 1665, då han arbetade för det svenska hovet och drottning Hedvig Eleonora samt för Magnus Gabriel De la Gardie. Under denna tid tillkom målningen Tre Kronor från Slottsbacken (1661), som föreställer slottet Tre Kronor. Camphuysen var en av de allra tidigaste konstnärer som målade svenska djur- och landskapsmotiv. Troligen tillbringade han en tid i Skåne och utförde en stor landskapsmålning med kor och bönder som finns på Övedskloster. I Eremitaget i Sankt Petersburg finns flera av hans verk; en tavla finns på Statens Museum for Kunst i Köpenhamn. I Sverige finns ett tiotal tavlor på Nationalmuseum, på Gripsholms slott, på kungliga slottet och en dråplig krogscen på Malmö museum.